# Gengångare (film, 1989)
Gengångare är en svensk TV-film från 1989 i regi av Margareta Garpe. Filmen bygger på den norske författaren Henrik Ibsens pjäs med samma namn från 1881 och i rollerna ses bland andra Agneta Ekmanner, Sten Ljunggren och Gerhard Hoberstorfer.
Filmen producerades av Bert Sundberg och spelades in efter ett manus av Garpe och Gunilla Jensen. Filmen fotades av Hans Welin och premiärvisades den 5 februari 1989 i Sveriges Television.

## Rollista
- Agneta Ekmanner – Helene Alving
- Sten Ljunggren – pastor Manders
- Gerhard Hoberstorfer – Osvald Alving
- Gustav Kling – snickare Engstrand
- Gunilla Röör – Regine Engstrand